# Rete urbana dei trasporti di Varese
La rete urbana dei trasporti di Varese  è un sistema di trasporto pubblico locale della città di Varese e della sua area urbana. Essa è gestita da Autolinee Varesine ed è composta da 12 autolinee urbane, che coprono in modo capillare l'intera città, più 3 autolinee suburbane che servono l'area urbana di Varese (ovvero i comuni di Arcisate, Azzate, Bisuschio, Buguggiate, Casciago, Induno Olona) e linee di rinforzo scolastico.
Tutte le linee, eccetto la CF, effettuano collegamenti radiali nord-sud e est-ovest, attraversando l'area del centro, fulcro del servizio (individuata da corso Aldo Moro, via Vittorio Veneto, piazzale Trieste - in corrispondenza con la
stazione ferroviaria - e piazzale Fratelli Kennedy). Nel centro storico di Varese, segnatamente nel tratto via Luigi Sacco-corso Aldo Moro, viene raggiunta una frequenza minima negli orari di punta pari a 3 minuti.

## Storia
Nella prima metà degli anni 1950 la progressiva dismissione della rete tranviaria di Varese (nonché delle funicolari per il Sacro Monte e il Campo dei Fiori) rende necessario un riassetto del servizio di trasporto urbano, che dal mezzo ferroviario sta passando all'uso degli autobus.
Nell'immediato il servizio rimane in capo all'ultima società concessionaria delle tramvie (la SVIT-Società Varesina Imprese Trasporti) e alla GLC Giuliani e Laudi, entrambe private, che beneficiano di un contributo da parte del Comune di Varese.
Nel primo decennio, grossomodo ricalcando i sedimi delle ex tranvie, vengono pertanto attivate alcune linee a carattere urbano e suburbano, numerate progressivamente:
- Linea 1: Varese-Azzate
- Linea 2: Varese centro-Bizzozero
- Linea 3: Varese centro-Masnago
- Linea 4: Bobbiate-Varese centro-Belforte
- Linea 5: Varese centro-Sacro Monte/Bregazzana/Monte Campo dei Fiori (alternativamente)

Nel 1956 viene creata la linea 7 (il numero 6 fu saltato) Giubiano-Varese centro, che nel 1959 prolunga a Biumo Superiore e al quartiere Bellotti.
Sul finire degli anni 1950 la flotta SVIT consta di 22 autobus (12 Fiat 680, 4 Büssing TU7 e 6 Büssing TU10), mentre la GLC conta su 3 mezzi (1 OM Leoncino e 2 Fiat 314).
La desistenza di due aziende a carattere privato ad espletare il trasporto pubblico viene presto giudicata dal comune di Varese inadeguata a garantire un costante sviluppo delle autolinee: la delibera di giunta numero 208 del 30 luglio 1962 affermò il servizio di autotrasporto come "di carattere pubblico e interesse generale", dando il via al processo di municipalizzazione.
Il 1º gennaio 1963 l'ASPEM (Azienda Speciale Municipalizzata), che già gestiva l'acquedotto varesino, inizia a subentrare agli operatori privati nell'esercizio delle autolinee: entro il 14 luglio 1963 gli autobus e le linee SVIT e GLC sono tutti passati in capo all'ASPEM.
La nuova gestione pubblica provvede nell'immediato a potenziare il servizio, attivando la linea 8, operante sulla tratta via Conca d'Oro-Varese centro-Ippodromo Le Bettole, e prolungando la linea 3 fino alla Schiranna. Il parco mezzi viene inoltre rinforzato dall'acquisto di 21 nuovi pullman (3 Büssing TU7 carrozzati Fratelli Macchi, 4 Büssing TU10, 4 Büssing TU11, 3 Fiat 414 e 4 Lancia 703). Il deposito della flotta viene stabilito nello spazio dell'ex macello civico e mercato del bestiame, in via Tonale, mentre l'ufficio di movimento si colloca in piazzale Trieste, dinnanzi alla stazione di Varese.
Nel 1965 la linea 1 Varese-Azzate passa in capo alla GLC Giuliani e Laudi (che, sentendosi danneggiata dalla municipalizzazione, aveva presentato una vertenza a carico del comune di Varese); le linee residue vengono invece ridefinite e ribattezzate, sostituendo ai numeri progressivi una lettera dell'alfabeto:
- Linea A: Varese centro-Capolago
- Linea B: Valganna-Varese centro-Bobbiate
- Linea C: Varese centro-Sant'Ambrogio-Sacro Monte/Bregazzana/Monte Campo dei Fiori
- Linea D: Ippodromo-Varese centro-Via Conca d'Oro
- Linea E: Bizzozzero-Varese centro-Avigno-Velate
- Linea H: San Fermo-Varese centro-Scuola europea
- Linea L: Varese centro-Bobbiate-Schiranna
- Linea N: Belforte-Varese centro-Casbeno-Via Corridoni
- Linea O: Belforte-Varese centro-Masnago
- Linea P: Bustecche-Giubiano-Varese centro-Piazzale Risorgimento

Dopo un anno di sperimentazione, nel 1966 la linea O (poco utilizzata dall'utenza) è soppressa, la linea P è prolungata da Risorgimento ad Avigno, mentre la N e la E vengono "aggiustate" nel percorso intermedio. L'orario notturno di fine servizio viene infine sensibilmente anticipato.
Nel 1968 si modifica il percorso della linea A, mentre la L viene integrata nella B, che prolunga a ovest fino a Calcinate del Pesce e a est fino a Valgrogna; il tracciato della P è invece deviato al Palasport.
Nel 1970 il capolinea di Calcinate del Pesce (via Schiranna) passa alla linea N e viene attivato il collegamento col quartiere Sangallo mediante la B "rossa" (dal colore con cui fu contraddistinta su orari e paline di fermata). La flotta venne inoltre integrata dall'innesto di nuovi veicoli quali i Fiat 409 e i Fiat 418 carrozzati dalla Portesi di Brescia. Sempre in quell'anno la livrea dei mezzi, da verde che era, passò al giallo canarino; già nel 1972 iniziò però a diffondersi la nuova pellicolatura arancione imposta dal Ministero dei trasporti ai trasporti vicinali d'area urbana.
Tra il 1973 e il 1974 la linea E fu prolungata da Bizzozzero centro a via Aurora, mentre la linea D venne unita alla A.
Nei primi anni 1980, a seguito di alcuni studi commissionati all'ATM di Milano, l'amministrazione comunale di Varese si convince che per ottimizzare il servizio autoviario sia necessario conferirlo a una società dedicata, scindendolo dalla multiservizi ASPEM. Il 25 maggio 1982 il consiglio comunale vota una dichiarazione d'intenti per il riassetto del trasporto urbano: dopo circa un anno di indagini e studi affidati a un comitato di transizione, il 22 marzo 1983 un ulteriore voto consiliare sancisce la scissione del servizio automobilistico dall'ASPEM e il suo affidamento alla newco municipalizzata AVT (Azienda Varesina Trasporti), che dal 21 settembre seguente inizia ad operare.
Sotto la nuova gestione "indipendente" si provvede a scindere la linea per Bregazzana dalla C, dandole come identificativo la lettera Z e fissando il capolinea meridionale in via Corridoni; a stretto giro viene inoltre istituita la linea G, che collega la stazione FS col cimitero di Giubiano. La B "rossa" è poi unificata col servizio della B "nera", che assume così la tratta Sangallo-Varese centro-Corridoni.
Negli anni 1980 la flotta viene inoltre pesantemente rinnovata con l'alienazione dei mezzi più antiquati e l'acquisto di vari torpedoni di varia lunghezza, quali i Menarini Monocar 201 (in versione LU da 12 metri e NU da 10,5 metri), gli Iveco TurboCity, i Fiat 470 i Mercedes-Benz O405N/GN (carrozzati dalla Fratelli Macchi): i Mercedes sono inoltre i primi pullman urbani varesini dotati parzialmente di pianale ribassato. Per particolari finalità (quali ad esempio le linee per Campo dei Fiori e Bregazzana, caratterizzate da percorsi stradali angusti ed impervi, o ancora per servizi su richiesta) vengono infine impiegati pullmini quali l'Iveco 316 (con carrozzeria Menarini), l'Autodromo Pollicino e il MAN NL 313. A titolo sperimentale vengono infine acquistati alcuni minibus elettrici Tecnobus Gulliver, il cui impiego sarà tuttavia sporadico: a seguito di guasti, essi vengono infatti rapidamente accantonati e infine alienati.
Il rinnovamento della flotta prosegue negli anni 1990 con l'acquisto dei Cacciamali TCM105 da 10,5 m e TCM890 da 8,9 m; contestualmente i teleindicatori della destinazione (originariamente a veletta) vengono sostituiti da display a LED (inizialmente rossi, poi progressivamente sostituiti dai gialli).
Ai primi del terzo millennio arrivano inoltre gli Scania Omnicity e i primi Iveco/Irisbus CityClass da 12 m. Nel 2000 avviene inoltre il ripristino della funicolare Vellone-Sacro Monte: la gestione è sempre affidata ad AVT, che dapprima istituisce un collegamento-spola tra piazzale Montanari e la stazione di valle, poi (una volta eseguiti i lavori di consolidamento della strada dedicata) adegua il percorso della linea C, limitando alcune delle corse alla suddetta stazione.
La gestione municipalizzata termina nel 2005, allorché il servizio degli autobus (ma non quello della funicolare, che rimane ad AVT) venne messo a gara d'appalto e affidato nuovamente a un gestore privato, Sila Varese (filiale della Società Italiana Linee Automobilistiche di Milano): il nuovo concessionario eredita la flotta AVT (ad eccezione praticamente dei soli Pollicino) e a stretto giro inizia ad alienare i mezzi più datati (Menarini Monocar, Iveco Turbocity, Fiat 470) sostituendoli dapprima con veicoli di seconda mano di varia provenienza (tra gli altri Neoplan Centroliner, Mercedes-Benz O405, BredaMenarinibus Monocar 230 MU, Mercedes-Benz 814-D), quindi con una ventina di autobus nuovi (nella fattispecie Mercedes-Benz Citaro - dei quali due autosnodati da 18 m -, Iveco CityClass e Man Lion's City G 184).
Dopo che nel 2010 Sila dichiara fallimento, nell'immediato subentra la società Trasporti Urbani Varese (TUV), costituente de facto un'associazione temporanea di imprese tra vari operatori varesotti del trasporto. Infine, dal 2013, il servizio va in appalto ad Autolinee Varesine. Il rinnovamento della flotta procede quindi con l'alienazione dei mezzi Cacciamali e Scania, dei Mercedes O405N/GN (salvo un autosnodato, che verrà poi alienato nel 2022), nonché di quasi tutti i pullman di seconda mano ereditati da Sila: al loro posto entrano in flotta gli Otokar Vectio C e Kent LF, nonché un nuovo lotto di Mercedes-Benz Citaro sia da 12 che da 18 metri.

## Servizio
Le paline che contraddistinguono le fermate di salita e discesa sono circa 370. 
La livrea degli autobus nell'ambito del territorio comunale è di colore arancione, mentre gli autobus che effettuano servizio nell'area suburbana presentano una livrea blu. La maggior parte della flotta degli autobus (il 42,86%) è costituito da mezzi EURO5 o elettrici.
In linea di massima, ogni linea è identificata da una lettera dell'alfabeto.

### Orario di servizio
L'orario di servizio varia a seconda della linea: nella sua globalità il servizio inizia alle 5:20 e termina circa alle 23:00. Il servizio è svolto per 362 giorni all'anno ad esclusione dei giorni di Capodanno, 1º maggio e Natale.
L'orario comprende diverse tipologie di cadenza:
- orario feriale scolastico;
- orario feriale non scolastico;
- orario feriale ridotto estivo;
- orario feriale ridotto natalizio;
- orario festivo.

Non è previsto un orario notturno. Dal 2014 gli orari sono presenti su Google Maps grazie al programma Google Transit e in un app dedicata per smartphone.

### Biglietti
Il biglietto urbano, valido 90 minuti dalla convalida, è acquistabile in circa 155 rivendite sul territorio cittadino e a bordo dell'autobus tramite emettitrici automatiche.

### Abbonamenti
Sono disponibili abbonamenti settimanali, mensili o annuali. Sono inoltre validi gli abbonamenti integrati Io Viaggio Ovunque della Regione Lombardia.
Gli abbonamenti per usufruire i servizi urbani e extraurbani sono disponibili sia per studenti che per altre esigenze e permettono di usufruire di tutte le linee in qualsiasi orario.

### Informazioni per i passeggeri
Le informazioni per i passeggeri e avvisi sulle eventuali modifiche del servizio vengono affissi alle fermate e sugli autobus, e pubblicati sul sito internet del Consorzio Trasporto Pubblici Insubria (e di conseguenza sull'app per smartphone, che richiama i contenuti del sito).
Grazie al progetto Varese SmartCity, presso alcune fermate sono stati applicati tag NFC che, se inquadrati con apparecchi portatili abilitati, reindirizzano al sito dell'ente.. Inoltre gli orari dei mezzi di trasporto pubblico sono pubblicati su Google Maps, con possibilità di calcolare itinerari e tragitti e visualizzare gli orari della fermata in cui ci si trova attraverso Google Now.
Gli orari cartacei sono affissi su oltre il 90% delle fermate complessive.
Nel quadro del mai ultimato progetto Trambus, tra fine anni 1990 e i primi anni 2000 le fermate principali del centro cittadino furono dotate di paline con display elettronici, atte a mostrare i tempi di attesa e la destinazione degli autobus in arrivo; il sistema era fondato su due stazioni ricetrasmittenti (una presso il deposito di largo Gigli - presenziata da una sorta di "dirigente movimento" -, l'altra alla stazione superiore della funicolare Vellone-Sacro Monte) che dialogavano mediante protocolli misti di tipo telefonico (via cavo, cellulare e satellitare) con le centraline installate a bordo dei bus, determinandone la posizione e calcolando gli orari da inviare alle paline. Alla rete erano connessi anche alcuni semafori, che potevano così teoricamente dare "via libera" appena un bus si avvicinava. Il sistema venne giudicato particolarmente avveniristico, tanto che nel 1998 l’allora gestore Azienda Varesina Trasporti (AVT) venne insignita del premio Stella del trasporto urbano, promosso dalla rivista Tuttotrasporti e da Iveco. Gli apparati tuttavia andarono in avaria dopo pochi anni e, complice la grande complessità del sistema e la manutenzione troppo onerosa, vennero progressivamente disattivati: nei primi anni 2010 si provvide a smantellarne i relitti.

### Viaggiatori con disabilità
Pedane mobili e sistemi di ancoraggio delle carrozzine sono presenti sul 97,49% del totale dei mezzi in servizio, i quali tuttavia (fatti salvi alcuni estemporanei ed effimeri esperimenti condotti attorno al 2000 nel quadro del già citato Trambus) mancano di un sistema di annunci audiovisivo a bordo (a beneficio in particolare di non vedenti e non udenti).

## Linee urbane
Frequenze riferite al giorno tipo "feriale scolastico"
| Linea               | Percorso                                                            | Prima corsa                                     | Ultima corsa                                    | Frequenza fascia di morbida                           | Frequenza fascia di punta                             | Tempo medio di percorrenza                                        | Rinforzo scolastico previsto                    | Note                                                                          |
| ------------------- | ------------------------------------------------------------------- | ----------------------------------------------- | ----------------------------------------------- | ----------------------------------------------------- | ----------------------------------------------------- | ----------------------------------------------------------------- | ----------------------------------------------- | ----------------------------------------------------------------------------- |
| A                   | Biumo Superiore - Capolago                                          | 6:30                                            | 20:20                                           | ogni 30 min                                           | ogni 20 min                                           | 25 min                                                            | No                                              |                                                                               |
| AB                  | Biumo Superiore - Corridoni                                         | Linea A in orario festivo, natalizio ed estivo. | Linea A in orario festivo, natalizio ed estivo. | Linea A in orario festivo, natalizio ed estivo.       | Linea A in orario festivo, natalizio ed estivo.       | Linea A in orario festivo, natalizio ed estivo.                   | Linea A in orario festivo, natalizio ed estivo. |                                                                               |
| B                   | Sangallo - Corridoni                                                | 6:40                                            | 20:40                                           | ogni 35-40 min                                        | ogni 25-30 min                                        | 25 min                                                            | No                                              |                                                                               |
| C                   | Sacro Monte - Bizzozero/Nabresina                                   | 5:25                                            | 21:45                                           | ogni 20 min                                           | ogni 20 min                                           | 34 min fino a Piazzale Montanari 47 min fino a Piazzale Pogliaghi | Sì                                              |                                                                               |
| CF                  | Sacro Monte (Piazzale Pogliaghi) - Campo dei Fiori                  | 7:03                                            | 18:07                                           | ogni 60-120 min                                       | ogni 60-120 min                                       | 15 min (effettivo)                                                | No                                              |                                                                               |
| D                   | Varese - Azzate                                                     | 6:05                                            | 21:00                                           | ogni 30-40 min                                        | ogni 15 min                                           | 30 min                                                            | Sì                                              | Alcune corse partono all'arrivo o alla partenza dei treni Trenord per Milano. |
| E                   | Avigno/Palasport - Bizzozero                                        | 5:24                                            | 22:24                                           | ogni 15 min                                           | ogni 8-12-14 min                                      | 32 min in tutte le direzioni                                      | Sì                                              |                                                                               |
| G                   | Piazzale Trieste - Cimitero di Giubiano                             | 9:15                                            | 15:50                                           | ogni 15 minservizio sospeso dalle 10:45 alle 14:30    | ogni 15 minservizio sospeso dalle 10:45 alle 14:30    | 10 min                                                            | No                                              | Sospesa mercoledì e festivi                                                   |
| H                   | Montello (Scuola europea) - San Fermo                               | 5:20                                            | 22:35                                           | ogni 20 min                                           | ogni 15 min                                           | 28 min                                                            | Sì                                              |                                                                               |
| L                   | Varese - Bisuschio                                                  | 5:55                                            | 20:15                                           | ogni 30-35 min                                        | ogni 10 min                                           | 30 min per Bisuschio attraverso Via Vanetti                       | Sì                                              |                                                                               |
| M                   | Varese Piazzale Kennedy - Morosolo                                  | 6:00                                            | 20:00                                           | ogni 60-100 min                                       | ogni 25 min                                           | 20 min                                                            | Sì                                              |                                                                               |
| N                   | Calcinate del Pesce - Cimitero di Belforte/Mentasti                 | 5:20                                            | 22:30                                           | ogni 20 min                                           | ogni 20 min                                           | 39 min per Cimitero di Belforte 43 min per Mentasti Monte Nero    | Sì                                              |                                                                               |
| O                   | Piazzale Trieste - Via Francesco Guicciardini (Ospedale di Circolo) | 7:30                                            | 19:20                                           | ogni 40-45 minservizio sospeso dalle 13.54 alle 17.05 | ogni 40-45 minservizio sospeso dalle 13.54 alle 17.05 | 32 min                                                            | No                                              | Sospesa nei festivi                                                           |
| P                   | Olona - Velate                                                      | 5:23                                            | 22:09                                           | ogni 25 min                                           | ogni 18 min                                           | 30 min                                                            | Sì                                              |                                                                               |
| Z                   | Bregazzana - Calcinate degli Orrigoni                               | 6:30                                            | 19:50                                           | ogni 45-70 min                                        | ogni 45-70 min                                        | 40 min                                                            | No                                              |                                                                               |
| CFP                 | Corso Aldo Moro - Bizzozero                                         |                                                 |                                                 |                                                       |                                                       |                                                                   |                                                 |                                                                               |
| Università Insubria | Corso Aldo Moro - Montegeneroso                                     |                                                 |                                                 | ogni 20 minuti                                        |                                                       |                                                                   |                                                 | Dal lunedì al venerdì                                                         |
| Liceo Artistico     | Via Daniele Manin (Liceo Artistico) - Piazzale Trieste              |                                                 |                                                 |                                                       |                                                       |                                                                   |                                                 |                                                                               |